# Chrysaora
Chrysaora es un género de medusas escifozoas de la familia Pelagiidae.

## Especies
- C. achlyos Martin, Gershwin, Burnett, Cargo & Bloom, 1997
- C. africana Vanhöffen, 1902
- C. agulhensis Ras, Neethling, Engelbrecht, Morandini, Bayha, Skrypzeck & Gibbons, 2020
- C. chesapeakei Papenfuss, 1936
- C. chinensis Vanhöffen, 1888
- C. colorata Russell, 1964
- C. fulgida Reynaud, 1830
- C. fuscescens Brandt, 1835
- C. helvola Brandt, 1838
- C. hysoscella Linnaeus, 1767
- C. lactea Eschscholtz, 1829
- C. melanaster Brandt, 1835
- C. pacifica Goette, 1886
- C. pentastoma Péron & Lesueur, 1810
- C. plocamia Lesson, 1830
- C. quinquecirrha Desor, 1848